# هندسة عصبية
الهندسة العصبية هي فرع من الهندسة الطبية الحيوية تَستخدم التقنيات الهندسية لفهم، وإصلاح، واستبدال، وتعزيز الأنظمة العصبية. المهندسون العصبيون مؤهلون بشكل استثنائي لحل مشاكل التصميم في وُجيهة الأنسجة العصبية الحية، والتراكيب غير الحية.

## نظرة عامّة
يعتمد مجال الهندسة العصبية على مجالات العلوم العصبية الحاسوبية، وعلم الأعصاب التجريبي، وعلم الأعصاب السريري، والهندسة الكهربائية، ومعالجة إشارات الأنسجة العصبية الحية، وينطوي على مبادئ علم الروبوتات، وعلم التحكم الآلي (السيبرانية)، وهندسة الحاسوب، وهندسة الأنسجة العصبية، وعلم المواد، وتكنولوجيا النانو. تشمل أبرز أهداف هذا المجال استعادة الوظائف البشرية واستطالتها عن طريق التفاعلات المباشرة بين الجهاز العصبي والأجهزة الاصطناعية.
تركز الكثير من الأبحاث الحالية على فهم تشفير ومعالجة المعلومات بين أنظمة الحساسات الصناعية والقشرة الحركية في الدماغ، وتحديد كيف تتغير معالجة المعلومات مع الحالة المرضية، وكيف يمكن معالجتها من خلال التفاعلات مع الأجهزة الصناعية التي تشمل واجهات الدماغ والحاسوب، والأعضاء الصناعية العصبية. تركز الأبحاث الأخرى بشكل أكبر على تجارب علمية تشمل استخدام زراعة الأعصاب المتصلة بتكنولوجيا خارجية. علم ديناميكا السوائل العصبي هو جزء من الهندسة العصبية والذي يركز على الديناميكا المائية في الجهاز العصبي.

## تاريخ
نظرًا لأن الهندسة العصبية مجال جديد نسبيًا، فإن المعلومات والبحوث المتعلقة بها محدودة على الرغم من أن هذا يتغير بسرعة. ظهرت أولى الدوريات العلمية المخصصة على وجه التحديد للهندسة العصبية «دورية الهندسة العصبية» و«دورية الهندسة العصبية وإعادة التأهيل» على حد سواء في عام 2004. عُقدت مؤتمرات دولية حول الهندسة العصبية من قِبل معهد مهندسي الكهرباء والإلكترونيات أو (آي تربل إي) منذ عام 2003، من 29 أبريل 2003 حتى 2 مايو 2009 في أنطاليا: «المؤتمر الرابع حول الهندسة العصبية في تركيا»، ومؤتمر مجتمع مهندسي الكهرباء والإلكترونيات/فرع الهندسة الطبية الحيوية الدولي الخامس حول الهندسة العصبية في أبريل / مايو 2011 في كانكون- المكسيك، والمؤتمر السادس في سان دييغو- كاليفورنيا في نوفمبر 2013. عُقد المؤتمر السابع في أبريل 2015 في مونبلييه، وعُقد المؤتمر الثامن في مايو 2017 في شنغهاي.

## أُسس الهندسة العصبية
تنطوي الأسس وراء الهندسة العصبية على علاقة الخلايا العصبية، والشبكات العصبية، ووظائف الجهاز العصبي بنماذج قابلة للقياس للمساعدة في تطوير الأجهزة التي يمكن أن تترجم الإشارات وتتحكم بها لإنتاج استجابات موجهة.

### علم الأعصاب
تُوجّه الرسائل التي يستخدمها الجسم للتأثير على الأفكار، والحواس، والحركات، والنجاة بواسطة نبضات عصبية تنتقل عبر أنسجة المخ إلى بقية الجسم. الخلايا العصبية هي الوحدة الوظيفية الأساسية للجهاز العصبي وهي خلايا متخصصة قادرة على إرسال هذه الإشارات التي تُشغّل وظائف عالية ومنخفضة المستوى لازمة للبقاء ولحياة أفضل.
للخلايا العصبية خصائص كهروكيميائية خاصة تسمح لها بمعالجة المعلومات ثم نقل هذه المعلومات إلى خلايا أخرى. يعتمد النشاط العصبي على الجهد الغشائي العصبي، والتغيرات التي تحدث عبره وعلى طوله. عادة ما يتم الحفاظ على الجهد الغشائي من خلال تركيزات معينة من أيونات معينة عبر الأغشية العصبية. تؤدي الاختلالات أو الاختلافات في هذا الجهد إلى حدوث حالة من عدم الاتزان أو الاستقطاب عبر الغشاء، وتؤدي إزالة استقطاب الغشاء لتخطي جهد العتبة مولدة جهدَ فعلٍ يُعد المصدر الرئيسي لنقل الإشارات، والمعروف باسم «النقل العصبي» للجهاز العصبي. ينتج جهد الفعل بسبب التأثير المتسلسل من تدفق أيونات لأسفل وعبر غشاء المحور العصبي، مما يخلق سلسلة فعالة من الإشارات الكهربائية يمكنها نقل مزيد من التغييرات الكهربائية في الخلايا الأخرى.
يمكن توليد الإشارات عن طريق المحفزات الكهربائية، والكيميائية، والمغناطيسية، والبصرية، وغيرها من أشكال المحفزات التي تؤثر على تدفق الشحنات، وبالتالي مستويات الجهد عبر الأغشية العصبية.

### الهندسة
يوظف المهندسون أدوات كمية يمكن استخدامها لفهم الأنظمة العصبية المعقدة والتفاعل معها. تساعد الطرق المستخدمة لتوليد إشارات كيميائية، وكهربائية، ومغناطيسية، وبصرية الباحثين في تضمين نشاط الجهاز العصبي. الطرق المستخدمة لتوليد الإشارات مسؤولة عن توليد جهد كهربائي خارج الخلية والانتقال المشبكي في الأنسجة العصبية.
يستخدم المهندسون تقنيات معالجة الإشارات والنمذجة الحاسوبية لفهم خصائص نشاط الجهاز العصبي، ولمعالجة هذه الإشارات يجب على المهندسين العصبيين ترجمة الجهد الكهربائي عبر الأغشية العصبية إلى كود مطابق في عملية تُعرف باسم التشفير العصبي.
يستخدم التشفير العصبي دراسات حول كيفية تشفير الدماغ للأوامر البسيطة في شكل مولدات نماذج مركزية، وموجهات الحركة، والنموذج الداخلي للمخيخ، وخرائط توضُّع الجسد لفهم الحركة والظواهر الحسية. فك تشفير هذه الإشارات في حقل العلوم العصبية هي العملية التي تفهم من خلالها الخلايا العصبية الفولتية التي تم إرسالها إليها. تتضمن عمليات التحويلات الآليات التي يتم بها تفسير إشارات نموذج معين ومن ثم ترجمتها إلى شكل آخر، ويتطلع المهندسون إلى نمذجة هذه التحويلات رياضيًا. هناك مجموعة متنوعة من الطرق المُستخدمة لتسجيل إشارات الجهد، فيمكن أن تكون داخل الخلايا أو خارجها. تنطوي الطرق الخارجية على تسجيلات وحدة (عصبون) واحدة، وجهد خارج الخلية، والأمبيرية، واستُخدمت مؤخرًا مصفوفات متعددة القطب لتسجيل ومحاكاة الإشارات.